# Alan Dale
Alan Hugh Dale (ur. 6 maja 1947 w Dunedin) – nowozelandzki aktor telewizyjny i filmowy.

## Życiorys

### Wczesne lata
Urodził się w Dunedin w Nowej Zelandii, gdzie w wieku 12 lat zaczął pojawiać się w amatorskiej grupie teatralnej rodziców. Po ukończeniu szkoły, przeniósł się do Auckland.

### Kariera
W 1968 ożenił się z Claire, z którą miał dwóch synów - Simona i Matthew (ur. 25 września 1969). Wkrótce potem dostał pracę jako spiker radiowy. W 1979 roku, w wieku 31 lat, rozwiódł i przeniósł się do Sydney w Australii, gdzie kontynuował dalszej karierę jako aktor. Dziesięć dni po przybyciu otrzymał swoją pierwszą rolę telewizyjną doktora Johna Foresta w serialu Młodzi lekarze (The Young Doctors, 1979-83). W australijskiej operze mydlanej Sąsiedzi (Neighbours) przez osiem lat (1985–1993) występował jako Jim Robinson.
8 kwietnia 1990 roku, w wieku 43 lat ożenił się byłą Miss Australii Tracey Pearson, z którą w 1993 przeprowadził się do Los Angeles. Mają dwóch synów - Nicka i Daniela. Od tego czasu wystąpił w wielu serialach telewizyjnych, w tym Agenci NCIS, Brzydula Betty, Z Archiwum X, Życie na fali, Ekipa i Kancelaria adwokacka, a także filmy takie jak Star Trek: Nemesis.

## Filmografia

### Filmy fabularne
- 1986: The Far Country (TV) jako Dave Marshall
- 1999: Córka prezydenta (First Daughter, TV) jako Caleb
- 1999 Znalezisko (Alien Cargo, TV) jako Icore
- 2002: Rent Control jako George
- 2002: Star Trek: Nemesis jako Praetor Hiren
- 2003: The Extreme Team jako Richard Knowles
- 2003: Wydział zabójstw, Hollywood (Hollywood Homicide) jako porucznik Preston
- 2004: Po zachodzie słońca (After the Sunset) jako Jake Mitchell, szef ochrony
- 2008: Indiana Jones i Królestwo Kryształowej Czaszki (Indiana Jones and the Kingdom of the Crystal Skull) jako generał Ross
- 2010: Nie bój się ciemności (Don't Be Afraid of the Dark) jako Jacoby
- 2010: Zaplątani (Tangled Ever After) jako ksiądz (głos)
- 2011: Odrobina nieba (A Little Bit of Heaven) jako dr Sanders
- 2011: Ksiądz (Priest) jako monsignor Chamberlain
- 2011: Dziewczyna z tatuażem (The Girl with the Dragon Tattoo) jako Detekyw Isaksson
- 2014: Kapitan Ameryka: Zimowy żołnierz (Captain America: The Winter Soldier) jako radny Rockwell

### Seriale TV
- 1979-83: Młodzi lekarze (The Young Doctors) jako John Forrest
- 1985–1993: Sąsiedzi (Neighbours) jako Jim Robinson
- 1994: Sąd kryminalny (Janus) jako Richard Issacs
- 1994: W pułapce czasu (Time Trax) jako pan Bergdorf
- 1995: Gwiezdna eskadra (Space: Above And Beyond) jako Kolonialny Gubernator Borman
- 1997: Policjanci z Mt. Thomas (Blue Heelers) jako Rod Wright
- 2000: Zaginiony świat (Sir Arthur Conan Doyle’s The Lost World) jako Phelan
- 2000–2001: Ostry dyżur (ER) jako Al Patterson
- 2001: Samotni strzelcy (The Lone Gunmen) jako Michael Wilhelm
- 2001: Wbrew regułom (Philly) jako Bruce Frohman
- 2002: Z Archiwum X (The X-Files) jako Toothpick Man
- 2002: American Dreams jako kapitan Andrews
- 2002: Kancelaria adwokacka (The Practice) jako sędzia Robert Brenford
- 2002–2003: Prezydencki poker (The West Wing) jako sekretarz Handlu Mitch Bryce
- 2003: JAG jako dyrektor NCIS Tom Morrow
- 2003: CSI: Kryminalne zagadki Miami jako Kanadyjski konsulat generalny w Dubaju
- 2003–2005: Życie na fali (The O.C.) jako Caleb Nichol
- 2003-2016: Agenci NCIS jako dyrektor NCIS Tom Morrow
- 2003–2004: 24 godziny jako wiceprezydent Jim Prescott
- 2004: Jordan w akcji (Crossing Jordan) jako Carl Logan
- 2005: Pentagon: Sektor E (E-Ring) jako Raymond Metcalf
- 2006−2010: Zagubieni (Lost) jako Charles Widmore
- 2006–2007: Brzydula Betty (Ugly Betty) jako Bradford Meade
- 2008: Torchwood jako dr Aaron Copley
- 2008: Morski patrol (Sea Patrol) jako Ray Walsman
- 2008–2011: Ekipa (Entourage) jako John Ellis
- 2009: Prawo i porządek: sekcja specjalna jako sędzia Joshua Koehler
- 2010: Tożsamość szpiega (Burn Notice) jako pan Bocklage
- 2011: Impersonalni (Person of Interest) jako Kohl
- 2011: Californication jako Lloyd Alan Phillips Jr.
- 2011–2012: Dochodzenie (The Killing) jako senator Eaton
- 2011–2013: Dawno, dawno temu (Once Upon a Time) jako król George / prokurator Alan Spencer
- 2012: Kłamstwa na sprzedaż (House of Lies) jako Jonathan Strauss
- 2013: Świat według Mindy (The Mindy Project) jako Alfred
- 2013: Anatomia prawdy (Body of Proof) jako Emmett Harrington
- 2012–2013: Rozpalić Cleveland (Hot in Cleveland) jako sir Emmett Lawson
- 2014–2015: Dominion jako generał Edward Riesen
- 2017: Dynastia jako Joseph Anders